# Ютановское сельское поселение
Ютановское сельское поселение — сельское поселение в Волоконовском районе Белгородской области.
Административный центр — село Ютановка.

## История
Статус и границы сельского поселения установлены Законом Белгородской области от 20 декабря 2004 года № 159 «Об установлении границ муниципальных образований и наделении их статусом городского, сельского поселения, городского округа, муниципального района»

## Население
| 2010  | 2011  | 2012  | 2013  | 2014  | 2015  | 2016  | 2017  | 2018  |
| ----- | ----- | ----- | ----- | ----- | ----- | ----- | ----- | ----- |
| 2820  | ↘2807 | ↘2763 | ↘2743 | ↘2736 | ↘2721 | ↘2670 | ↘2624 | ↘2563 |
| 2019  | 2020  | 2021  |       |       |       |       |       |       |
| ↘2532 | ↘2486 | ↗2513 |       |       |       |       |       |       |

## Состав сельского поселения
В состав сельского поселения входят 10 населённых пунктов:
| №  | Населённый пункт | Тип населённого пункта       | Население |
| -- | ---------------- | ---------------------------- | --------- |
| 1  | Верхние Лубянки  | село                         | ↘264      |
| 2  | Евдокимов        | хутор                        | →16       |
| 3  | Красный Пахарь   | посёлок                      | ↘62       |
| 4  | Малиново         | посёлок                      | ↘268      |
| 5  | Нижние Лубянки   | село                         | ↗619      |
| 6  | Нина             | хутор                        | ↘60       |
| 7  | Средние Лубянки  | село                         | ↘211      |
| 8  | Столбище         | хутор                        | ↘145      |
| 9  | Чапельное        | село                         | ↘305      |
| 10 | Ютановка         | село, административный центр | ↗870      |

## Местное самоуправление
Администрация
Телефон: (47235) 4-23-80